# Beryl Bainbridge
Beryl Margaret Bainbridge, född 21 november 1932 i Liverpool, död 2 juli 2010 i Liverpool, var en brittisk författare och teaterkritiker.  

## Biografi
Bainbridge föddes i Liverpool och växte upp i Formby. Hon gifte sig 1954 med konstnären Austin Davies och de fick två barn. Paret skildes och hon fick senare ett tredje barn med Alan Sharp(en).
Bainbridge skrev 18 romaner, där romanerna Another part of the wood (1968) och An awfully big adventure (1989), filmatiserades som Ett otroligt stort äventyr (An awfully big adventure) 1995, med Alan Rickman och Hugh Grant i huvudrollerna. Även romanen Sweet William har filmatiserats (1980). Från 1990-talet var Bainbridge även verksam som teaterkritiker för månadstidningen The Oldie.
Bainbridge blev känd för att skriva koncentrerat och hämta sitt material från mänsklighetens bedrägerier, ödslighet och grymhet. I hennes böcker möts det vanliga, det bisarra och det ondskefulla, och runt varje tråkigt gathörn kan vi möta döden.

## Svenska översättningar
(Samtliga översätta av Else Lundgren och utgivna av Forum)
- Sömmerskan (The dressmaker) (1975)
- Utflykten med vinfabriken (The bottle factory outing) (1976)
- Harriet sa ... (Harriet said ...) (1977)
- Unge Adolf (Young Adolf) (1979)
- Förlängd tid (Injury time) (1980)
- Ett stilla liv (A quiet life) (1981)
- Vinterträdgården (Winter garden) (1982)
- Underbare William (Sweet William) (1983)